# Gerbilliscus phillipsi
Gerbilliscus phillipsi é uma espécie de roedor da família Muridae.
Pode ser encontrada nos seguintes países: Etiópia, Quénia e Somália.
Os seus habitats naturais são: matagal árido tropical ou subtropical.